# 우이타오
우이타오(중국어 간체자: 吴懿韬, 병음: Wú Yìtāo, 한자음: 오의도, 1992년 8월 13일 ~ )는 중국의 배우이다.